# Földes György (író)
Gútori Földes György (Bacsfa, 1885. február 24. – Szentgotthárd, 1977. április 24.) író, földbirtokos.

## Élete
Jogot végzett. 1908-tól közigazgatási gyakornok Pozsony vármegyében, majd szenci tiszteletbeli szolgabíró. Később Pozsonyban megyei árvaszéki ülnök (jegyző) lett. A csehszlovák államfordulat után visszavonult birtokaira, ahol mintagazdaságot hozott létre.
Kulturális téren a somorjai járási közművelődési testület munkáját segítette. Ennek elnökeként 1945-ben háborús bűnösnek nyilvánították, és kitoloncolták Magyarországra.
A Somorja és Vidéke munkatársa volt. Felesége csataji Csatay Mária volt.
Tagja volt a Magyar Újságírók Szövetségének.

## Elismerései
- III. o. katonai érdemkereszt
- Signum Laudis
- Károly csapatkereszt
- Sebesülési érem

## Művei
- 1932/1993 Kukkónia lelke
- 1935 Bocskay angyalkái. Budapest.[4]
- 2008 Visszaemlékezések (önéletrajzi vázlatok)[5]